# Wolfsee (Iphofen)
Der Wolfsee, der Mittlere Wolfsee und der Untere Wolfsee sind drei Waldseen in der südlichen Gemarkung der Stadt Iphofen im bayerischen Landkreis Kitzingen.

## Geographie
Die Seen liegen nahe dem Nordrand des Südlichen oder Vorderen Steigerwalds zur Hellmitzheimer Bucht im Limpurgerforst, etwa 10 km südöstlich der Iphofener Stadtmitte und etwa 1,2–0,8 km südwestlich der Iphofener Waldeinöde Forsthaus. Die Seen werden nacheinander nordostwärts von einem weniger als einen Kilometer langen, nahe dem Iphofener Schenkensee von rechts in den Gießgraben mündenden Waldbach durchflossen. Der Gießgrabenwiederum entwässert in die Bibart und weiter in die Aisch.

## Beschreibung
Der auf etwa 334 m ü. NHN liegende Wolfsee hat eine Fläche von etwa 2,6 ha und eine etwa rautenförmige Kontur. Nahe am Nordwest- und Südostufer laufen Stichwege entlang, die von einem an der Nordostseite auf dem Seedamm verlaufenden langen Waldweg abgehen. An der Nordspitze des Sees erlaubt eine hölzerne Plattform Ausblick über den See.
Der Abfluss erreicht nach etwa hundert Metern den Mittleren Wolfsee, der auf etwa 333 m ü. NHN liegt, eine Fläche von etwa 1,0 ha hat und nur über Waldpfade zu erreichen ist. Es hat eine längliche Gestalt und verlandet stark. Unmittelbar unterhalb seines Seedamms liegt auf etwa 332 m ü. NHN der etwa quadratische Untere Wolfsee, mit weniger als 0,5 ha Fläche der kleinste der Seen. Auch er verlandet stark und ist nur über Waldpfade zu erreichen.

## Tourismus
Ans Südostufer des obersten und größten der Seen grenzt das südliche Teilgebiet des Naturwaldreservats Wolfsee, dessen nördliches Teilgebiet zwischen den beiden anderen Seen und dem Forsthaus liegt. Der Naturwaldweg Wolfsee, ein Rundweg mit Ausgangspunkt nahe dem Waldrand zum Schenkensee, führt am Naturwaldreservat entlang und über den Wegdamm des obersten der drei Seen.

### BayernAtlas („BA“)
Amtliche Online-Gewässerkarte mit passendem Ausschnitt und den hier benutzten Layern: Schwarzenausee und Umgebung

Allgemeiner Einstieg ohne Voreinstellungen und Layer: BayernAtlas der Bayerischen Staatsregierung (Hinweise)
1. 1 2 3  
Höhe abgefragt auf dem Hintergrundlayer Amtliche Karte (Rechtsklick).
2. 1 2 3 4 5 6 7 8 9  
Dimensionen abgemessen auf dem Hintergrundlayer Amtliche Karte.
3. 1 2 3  
Einzugsgebiet abgemessen auf dem Hintergrundlayer Amtliche Karte.

### Sonstige
1. ↑  
Horst Mensching, Günter Wagner: Geographische Landesaufnahme: Die naturräumlichen Einheiten auf Blatt 152 Würzburg. Bundesanstalt für Landeskunde, Bad Godesberg 1963. → Online-Karte (PDF; 5,3 MB)